# مخفوق الحليب
مخفوق الحليب أو المخفوق اللَبنيّ (بالإنجليزية: Milkshake) هو شراب بارد حلو. يمكن تحضيره بنكهات عديدة كالفراولة أو الشوكولاتة ولكن يبقى الحليب من مكوّناته الأساسية. يقدّم عادةً على الفطور للتزويد بالطاقة في الصباح، أو بين الوجبات، ويحضّر مخفوق الحليب عادة من الحليب أو الشوكولاتة أو الفراولة أو حتى المانجو، ويضاف إليه السكر والبوظة بطعم الفنيلية. مخفوق الحليب متوفر في العديد من مطاعم الوجبات السريعة الأمريكية، ويمكن صنعه بالمنزل عن طريق استعمال الخلاط.

## التحضير
يحضر المشروب في المطاعم والمقاهي عادةً باستخدام آلة خفق مخصصة تعرف باسم آلة مخفوق الحليب، بينما يمكن استعمال الخلاط العادي لتحضير المشروب في المنزل.
يمكن صنع مخفوق الحليب من أي طعم مثلجات ؛ وقد تضاف طعمات إضافية مثل شراب الشوكولاتة أو الكراميل أو شراب الشعير أو مسحوق الحليب المملح قبل الخلط.

## التاريخ
ذكر مصلطح الميلك شيك لأول مرة في نص مطبوع في عام 1885 وكان يشير إلى مشروب كحولي يصنع من الويسكي والبيض ويستخدم كمشروب منشط وكعلاج. وفي مطلع القرن العشرين بدأ استخدام الاسم ليشير إلى مشروبات صحية أخرى مصنوعة من الشوكولاتة أو الفراولة أو الفانيليا. صنع المشروب بعد ذلك من الآيس كريم، ازدادت شعبية المشروب خلال ثلاثينيات القرن العشرين وصار يقدم في المقاهي وأماكن تجمع الطلبة في أوقات الراحة.
ارتبط تطور مشروبات مخفوق الحليب باختراع الخلاطات الكهربائية، فقد كان المشروب يصنع بخلط الثلج المجروش يدويًا مع الحليب والسكر والمنكهات، إلى أن قدم هاميلتون بيتش في عام 1910 أول خلاط مشروبات كهربائي يعمل بشكل دوامي عن طريق محرك علوي، والذي استخدم على نطاق واسع في نوافير الصودا. وفي عام 1922 اخترع ستيفن بوبلافسكي الخلاط ذو المحرك السفلي، والذي بدأمع مشروب مخفوق الحليب يأخذ شكله الحالي ذو القوام السميك والرغوة المميزة.
ابتكر ويليام هورليك في الولايات المتحدة الأمريكية في عام 1897 مسحوق الحليب المملح من خليط الحليب المجفف والشعير المملح ودقيق القمح لاستخدامه كمشروب صحي سهل الهضم للأشخاص المعاقين والأطفال أو كغذاء للرضع. وفي عام 1922 بدأت سلسلة صيدليات والجرين في شيكاغو تبيع مشروبًا صحيًا محضرًا من خلط مسحوق الحليب المملح مع آيس كريم الفانيليا أو الشوكولاتة، وسرعان ما اشتهر المشروب وبدأ الأشخاص الأصحاء في تناوله.
أصبح مخفوق الحليب مشروبًا شائعًا أيضًا في المملكة المتحدة وأستراليا. في أستراليا قدم المشروب في أكواب من الألمنيوم أو الفولاذ المقاوم للصدأ وأضيفت له بعض النكهات الشائعة هناك مثل النعناع والليمون.

## الأنواع

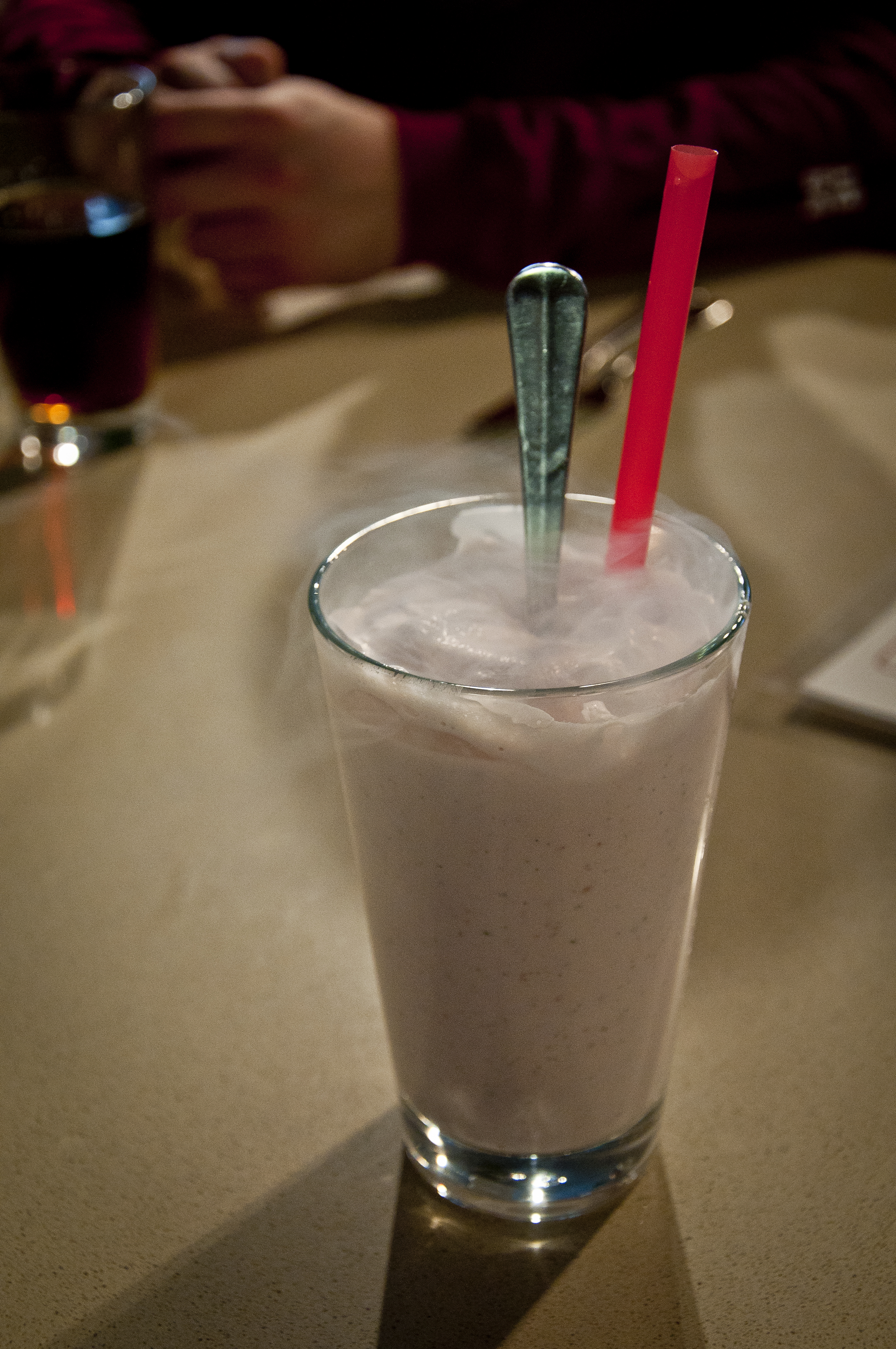
مشروب مخفوق الحليب المعد باستخدام النيتروجين السائل

طورت خدمة البحوث الزراعية الأمريكية في عام 2006 مشروبات من الحليب منخفضة السكر وقليلة الدسم كجزء من برنامج الغداء الصحي في المدارس، بحيث احتوت تلك المشروبات على نصف نسبة السكر و 10٪ فقط من نسبة الدهون الموجودة في المشروبات التجارية التي تباع في مطاعم الوجبات السريعة، كان من بين تلك المشروبات مشروب مخفوق الحليب الذي احتوي على نسبة أقل من اللاكتوز مما جعله مشروبًا مناسبًا لبعض الأشخاص الذين يعانون من عدم تحمل اللاكتوز، كما احتوي أيضًا على ألياف ومغذيات أخرى.
ابتكر السقاة ومعدو المشروبات العديد من أصناف مخفوق الحليب لاحقًا مثل مخفوق الحليب بطعم القهوة والذي صار يقدم في المطاعم إلى جانب الأطباق الحلوة أو المالحة. كما استخدموا موادًا مختلفة في تحضير الميلك شيك مثل حليب اللوز أو حليب جوز الهند أو حليب القنب.